# Otakar Nekvasil
Otakar Nekvasil (30. srpna 1869 Karlín – 28. prosince 1933 Praha-Podolí) byl český a československý stavební podnikatel, politik a poslanec Revolučního národního shromáždění Republiky československé.

## Biografie
Vystudoval pražskou techniku. Byl prvním synem pražského stavebního podnikatele Václava Nekvasila (1840–1906). Po otcově smrti převzal roku 1906 jeho podnik a dále ho rozšířil. Šlo o jednu z největších českých stavebních společností. Prováděla velké zakázky jako Akciové ledárny v Braníku nebo palác Koruna, palác Adria či budova Městské knihovny v Praze. Od roku 1909 byl členem správní rady a výkonného výboru České průmyslové banky a členem správní rady Českomoravské Kolben-Daněk. Za první světové války byl členem domácího protirakouského odboje (Maffie).
Po vzniku republiky zasedal v Revolučním národním shromáždění za Českou státoprávní demokracii, respektive za z ní vzniklou Československou národní demokracii. V rámci strany patřil původně ke straně staročeské. V parlamentu byl referentem pro přijetí prvního československého zákona o podpoře stavebního ruchu. Profesně se uvádí jako stavitel a architekt.
Působil jako místopředseda Spolku československých inženýrů a architektů. Provedl stavbu české techniky v Dejvicích, zemědělské muzeum v Bratislavě a objekt krajského soudu tamtéž. Jeho firma zbudovala rovněž krajský soud a elektrárnu v Užhorodě. Zasloužil se i o rozvoj automobilismu. Byl místopředsedou, později předsedou Autoklubu Republiky Československé. V této funkci navazoval kontakty s podobnými organizacemi v zahraničí a na sklonku života docílil sjednocení všech autoklubů v Československu do jednoho sdružení.
Jeho manželka Libuše (1869–1933) byla sestrou Přemysla Šámala. Z manželství vzešla dcera Libuše (1900–1968), provdaná Wegerová, a syn Václav (1904–1987). 
Počátkem roku 1931 onemocněl ledvinovou chorobou. Po osmi měsících ale dočasně překonal zdravotní potíže a vrátil se do aktivního vedení své firmy, kterou tehdy převedl na akciovou společnost. Zemřel v prosinci 1933 v podolském sanatoriu. Jen necelé dva týdny předtím zemřela i jeho manželka Libuše.